# Yeung Man Wai
Cecilia Yeung Man Wai (* 18. September 1994 in Hongkong) ist eine Hochspringerin aus Hongkong.

## Sportliche Laufbahn
Erste internationale Erfahrungen sammelte Yeung Man Wai bei den Hallenasienmeisterschaften 2016 in Doha, bei denen sie mit 1,70 m den sechsten Platz belegte. 2017 gewann sie bei den Asienmeisterschaften in Bhubaneswar die Silbermedaille mit übersprungenen 1,80 m. Bei der Sommer-Universiade in Taipeh belegte sie im Finale den achten Platz. Anfang September gewann sie bei den Asian Indoor & Martial Arts Games in Aşgabat mit neuem Landesrekord von 1,83 m die Bronzemedaille. 2018 nahm sie an den Hallenasienmeisterschaften in Teheran teil und belegte dort mit 1,70 min den siebten Platz. Ende August qualifizierte sie sich erstmals für die Asienspiele in Jakarta und erreichte dort mit 1,80 m Rang fünf. Im Jahr darauf übersprang sie bei den Asienmeisterschaften in Doha 1,75 m und erreichte damit Platz fünf.
Von 2017 bis 2019 wurde Yeung Hongkonger Meisterin im Hochsprung. Sie absolvierte ein Studium für Business Management an der Universität Hongkong.

## Persönliche Bestleistungen
- Hochsprung (Freiluft): 1,88 m, 30. April 2017 in Taipeh (Hongkonger Rekord)
  - Hochsprung (Halle): 1,83 m, 18. September 2017 in Aşgabat (Hongkonger Rekord)